# Бредлі (Арканзас)
Бредлі (англ. Bradley) — місто (англ. city) в США, в окрузі Лафаєтт штату Арканзас. Населення — 405 осіб (2020).

## Географія
Бредлі розташоване на висоті 77 метрів над рівнем моря за координатами 33°5′58″ пн. ш. 93°39′25″ зх. д. / 33.09944° пн. ш. 93.65694° зх. д. (33.099328, -93.657054). За даними Бюро перепису населення США в 2010 році місто мало площу 2,37 км², уся площа — суходіл.

## Демографія
Згідно з переписом 2010 року, у місті мешкало 628 осіб у 239 домогосподарствах у складі 161 родини. Густота населення становила 265 осіб/км². Було 299 помешкань (126/км²).
Расовий склад населення:
| - 56,7 % — чорних або афроамериканців - 42,8 % — білих - 0,2 % — корінних американців - 0,2 % — азіатів |

До двох чи більше рас належало 0,2 %. Іспаномовні складали 1,4 % від усіх жителів.
За віковим діапазоном населення розподілялося таким чином: 29,1 % — особи молодші 18 років, 55,5 % — особи у віці 18—64 років, 15,4 % — особи у віці 65 років та старші. Медіана віку мешканця становила 37,0 року. На 100 осіб жіночої статі у місті припадало 77,4 чоловіків; на 100 жінок у віці від 18 років та старших — 71,2 чоловіків також старших 18 років.
За межею бідності перебувало 41,7 % осіб, у тому числі 41,5 % дітей у віці до 18 років та 28,9 % осіб у віці 65 років та старших.
Цивільне працевлаштоване населення становило 100 осіб. Основні галузі зайнятості: освіта, охорона здоров'я та соціальна допомога — 41,0 %, сільське господарство, лісництво, риболовля — 17,0 %, виробництво — 16,0 %.
За даними перепису населення 2000 року в Бредлі мешкало 563 особи, 134 родини, налічувалося 223 домашніх господарств і 285 житлових будинків. Середня густота населення становила близько 234,6 людини на один квадратний кілометр. Расовий склад Бредлі за даними перепису розподілився таким чином: 46,36 % білих, 52,40 % — чорних або афроамериканців, 0,36 % — азіатів, 0,89 % — представників змішаних рас.
Іспаномовні склали 0,71 % від усіх жителів містечка.
З 223 домашніх господарств в 30,0 % — виховували дітей віком до 18 років, 32,7 % представляли собою подружні пари, які спільно проживали, в 22,4 % сімей жінки проживали без чоловіків, 39,9 % не мали сімей. 37,2 % від загального числа сімей на момент перепису жили самостійно, при цьому 20,6 % склали самотні літні люди у віці 65 років та старше. Середній розмір домашнього господарства склав 2,52 особи, а середній розмір родини — 3,38 особи.
Населення містечка за віковим діапазоном за даними перепису 2000 року розподілилося таким чином: 33,6 % — жителі молодше 18 років, 9,6 % — між 18 і 24 роками, 23,1 % — від 25 до 44 років, 17,9 % — від 45 до 64 років і 15,8 % — у віці 65 років та старше. Середній вік мешканця склав 31 рік. На кожні 100 жінок в Бредлі припадало 80,4 чоловіків, у віці від 18 років та старше — 70,8 чоловіків також старше 18 років.
Середній дохід на одне домашнє господарство в містечкі склав 14 375 доларів США, а середній дохід на одну сім'ю — 19 306 доларів. При цьому чоловіки мали середній дохід в 21 719 доларів США на рік проти 14 688 доларів середньорічного доходу у жінок. Дохід на душу населення в містечкі склав 2455 доларів в рік. 43,9 % від усього числа сімей в населеному пункті і 49,6 % від усієї чисельності населення перебувало на момент перепису населення за межею бідності, при цьому 66,5 % з них були молодші 18 років і 42,2 % — у віці 65 років та старше.